# Харковски исторически музей „Микола Сумцов“
Харковският исторически музей „Микола Сумцов“ (на украински: Харківський історичний музей імені М. Ф. Сумцова) (бивш Музей на Слободска Украйна „Григорий Сковорода“) е исторически музей в Харков, Украйна. Музеят е създаден през 1920 г. по инициатива и под ръководството на Микола Сумцов.

## История
Историята на музейната дейност в Харков датира от над 150 години. Университетският музей за изящни изкуства и антики (1835 г.), градският Художествено-промишлен музей (1886 г.), Етнографският музей на Харковското историко-филологическо дружество (1904 г.) полагат основите на традициите на просветата и допринасят за опазването на местните паметници на историята и културата.

### Музей на Слободска Украйна „Григорий Сковорода“
Харковският исторически музей „Микола Сумцов“ е пряк потомък на Музея на Слободска Украйна „Григорий Сковорода“, който през в периода 1920 – 1922 г. се ръководи от известния украински историк, етнограф и общественик академик Микола Сумцов. Между 1920 г. и 1930 г. музеят се превръща в регионален център за изучаване на традиционни и съвременни проблеми на културата и бита, както и в първия украински музей в Харков, който има за цел широко популяризиране на националното културно наследство.
Музеят е основан на 21 януари 1920 г. по инициатива на известния харковски общественик, етнограф, украински фолклорист, литературен критик и учен в областта на националната музеология, професор Микола Федорович Сумцов. В инициативата се включват още украинският историк, философ, един от основателите на Украинската академия на науките – Дмитро Иванович Багалий, украинският историк ориенталист – Андрий Петрович Коваливски и известният изследовател на украинския народ – Раиса Сергиивна Данковска (която след смъртта на Сумцов става ръководител на музея – от 1923 до 1929 години). Етнографът, диалектолог и фолклорист Дмитро Константинович Зеленин става ръководител на етнографското направление, а след това помага за сформирането на етнографския отдел към музея. Зеленин обръща особено внимание на украинската етнография и именно на базата на музея започва задълбочено изследване на етнографията на източните славяни, по молба на немските филолози Райнхолд Траутман и Макс Фасмер.
През 1920 г. Микола Сумцов е избран за ръководител на музея. Той заема тази длъжност до смъртта си (12 септември 1922 година).
Сумцов предлага музеят да бъде структуриран в три отдела: исторически, художествен и етнографски. Приоритет е даден на етнографския отдел. Сумцов планира организирането на четвърти отдел, изцяло посветен на Тарас Шевченко.
Музеят съществува пълноценно едва десет години (1920 – 1930 г.), но през това време успява да се утвърди като регионален център за изучаване на традиционните и съвременни културата феномени в Слобожаншчина. Музеят се явява първият украински музей в Харков, чиято основна цел е популяризирането на украинското национално културно наследство.
На музея е присвоено името на просветителя Григорий Сковорода във връзка с 200-годишнината от рождението му.
Музеят е един от малкото по това време, които се помещават в отделна сграда. Първоначално музеят се намира в сградата на бившия Харковски художествено-промишлен музей. През първите три години от съществуването си (1920 – 1923 г.) музеят провежда своята дейност в трудни условия. Музеят претърпява две реорганизации и е пред затваряне. През февруари 1923 г., съгласно решението на Всеукраинския централен изпълнителен комитет, два отдела (с изключение на художествения отдел) са преместени към новосъздадения Социален музей „Артьом“. Скоро двата отдела са върнати обратно на Музея „Сковорода“ и на 21 август 1923 г. той отново отваря врати за посетители.
Основа на колекцията на музея е фондът, създаден от произведенията, изложени на изложбатана XII-ия археологически конгрес (1902 година). По-късно към тях са добавени многобройни експонати от епархийски, университетски и други музеи, както и предмети, дарени или закупени от частни лица. От февруари 1923 г., когато отделите са върнати в старите си помещения, финансовото състояние на музея се подобрява и постепенно е увеличена научно-изследователската дейност.
С времето Музеят на Слободска Украйна става един от най-добрите в Украйна по отношение на размера на музейния фонд. В статия за първия брой на „Бюлетин на музея на Слободска Украйна“ от 1925 г., Раиса Данковска описва този факт по следния начин: „Въпреки... малкия персонал (7 души), музейният фонд продължава да бъде попълван през всички тези години: чрез привличане на дарители, получаване на поръчки, обмен и покупки. От 1920 г. до 1925 г. в музея са постъпили 2 484 нови предмета“.
Инициативата за създаване на „Бюлетин на музея на Слободска Украйна“ е на Микола Сумцов. Основната цел е „разпространение на информация за дейността на музея сред хората".
В началото на 30-те години на XX век Музеят на Слободинска Украйна е преименуван на Исторически музей, структурата му е напълно променена, а персоналът е актуализиран. Значителна част от художествената колекция е прехвърлена в Украинската художествена галерия.
В началото на 40-те години Харковският исторически музей е един от най-големите в Украйна. Колекцията му включва повече от 100 000 предмета.

### Музеят по време на Втората световна война
По време на Втората световна война малка част от музейната колекция успява да бъде евакуирана в Уфа. На станция Алексеевка, Белгородска област, влакът с музейни експонати е бомбардиран, като много от ценностите са унищожени.
През ноември 1941 г., с разрешение на окупационните власти, е създаден Музеят на Слобожаншчина. В навечерието на освобождението на Харков сградата на музея е изгорена и почти цялата колекция е унищожена. Общата стойност на изгубените ценности е изчислена на над 1,5 милиарда рубли. През септември 1943 г., съгласно решение на Съветна на народните комисари на Украинската ССР, Регионалният краеведски музей и Музеят на революцията са обединени с Историческия музей.

### Музеят в следвоенните години
Музейният фонд включва колекция от археологическите паметници, добити при разкопки на селища от бронзовата епоха, включително експедицията на Василий Городцов в района на Изюм, паметници от катакомбното гробище в Старий Салтив от VIII – X в., набор от предмети от поселението край Донецк от XI – XII в. и други. Колекцията съдържа експонати, свързани с историята на Харков, нумизматични и етнографски материали, колекции от оръжия, знамена. Съветският период е представен от пропагандни материали, оръжия и лични вещи на болшевишки деятели. В периода 1958 – 1962 г. музеят провежда разкопки (ръководител Йевхен Пузаков) на многопластово селище в местност Сердюково-2 край с. Устие, Змиивски район. В разкопките участват ученици от Чухуив, Харков и Змиивско училище №1.
В този период музеят се е помещавал в бившите сгради на Покровския манастир – къщата на епископа и сградата на Жирардската фабрика. Значителни усилия са положени от служителите на музея за адаптиране на помещенията за съхранение и експониране на колекциите.
Особено популярна е експозицията за историята на региона, която съществува от 70-те до началото на 90-те години на XX век в музея. От началото на 90-те в изложбената дейност на музея основно внимание е отделено на създаването на авторски изложби на историческа и етнографска тематика.

### Музеят през годините на независима Украйна
В периода 1997 – 2003 г. музеят се премества от сградите, предадени на реставрирания Покровски манастир, в сградата на бившата заложна къща на ул. „Университетска“ 5. Сградата се намира в самия исторически център на Харков.
Сградата, построена през 1908 – 1912 г. по проект на известния харковски архитект Борис Корниенко, е интересна архитектурна забележителност и един от елементите на архитектурния ансамбъл на ул. „Университетска“, създаден в периода XVII – XX век. Дълги години къщата е използвана по първоначалното си предназначение, като заложна къща. През 1984 г. помещенията са прехвърлени на Харковския исторически музей.
Понастоящем в сградата се помещават експозиционни и изложбени зали, фондохранилище, библиотека, заседателна зала, стаи на научни служители и технически персонал.
Днес колекцията на музея включва повече от 300 000 експоната, които илюстрират древното минало, периода XVII – XX век и съвременната история на региона. Музеят извършва значителна научна и образователна дейност и е един от водещите научни и културни центрове на Източна Украйна.
През 2010 г. за значителния си принос в развитието на музейното дело и опазването на историческото наследство на Харковска област, екипът на Харковския исторически музей беше удостоен с почетната награда на Харковския областен съвет „Слобожанска слава“.
През юли 2013 г. до стъкления екстериор на сградата са монтирани кургански стели.
През 2015 г. областният съвет на Харков на своя сесия решава да присвои на Харковския исторически музей името на неговия основател – Микола Сумцов.
На 16 януари 2020 г., във връзка със 100-годишниния юбилей от създаването на музея, Националната банка на Украйна въвежда в обращение специална възпоменателна монета.

## Имена на музея
- 1920 – 1930 г. Музей на Слободска Украйна „Григорий Скоровода“
- 1930 – 1941 г. Украински държавен исторически музей „Григорий Скоровода“
- 1941 – 1943 г. Музей на Слобожаншчината
- 1943 – 1950 г. Харковски държавен историко-краеведски музей
- 1950 – 1965 г. Харковски държавен исторически музей
- 1965 – 1992 г. Харковски исторически музей
- 1992 – 2003 г. Регионална държавна общинска институция Харковски исторически музей
- 2003 – 2015 г. Регионална общинска институция Харковски исторически музей
- 2015 - Общинска институция „Харковски исторически музей „Микола Сумцов““ към Областния съвет на Харков

## Галерия
- Портрет на Дмитро Бахалий, художник Иля Репин
- Кургански стели Половецки жени
- Изложба на оръжия на открито, 2016 година
- Постоянна експозиция на танк модел Т-34 в близост до музея

### Литературни източници
- ((uk)) Пискова, Е. М. . Музей на Харковското историко-филологическо дружество // Енциклопедія історії України: в 10 т. / редактор: В. И. Смолий (ръководител) и др.; Институт по история на Украйна към Националната академия на науките на Украйна. — К.: Научно мнение, 2010. — T. 7: Мл — O. - с. 117. — с. 728: фиг. — ISBN 978-966-00-1061-1.
- ((uk)) Федорова, Л. Д. Харковски исторически музей // Енциклопедія історії України: в 10 т. / редактор: В. И. Смолий (ръководител) и др.; Институт по история на Украйна към Националната академия на науките на Украйна. — К.: Научно мнение, 2013. - T. 10: Т — аз. - с. 355. — с. 784: фиг. — ISBN 978-966-00-1359-9.
- ((uk)) Енциклопедія українознавства: Речникова част: [в 11 тома] / Научно дружество Шевченко; Гл. изд. проф. д-р Володимир Кубийович. — Париж - Ню Йорк: Млад живот, 1955—1995.
- ((uk)) Сошникова, О. М. Харківський історичний музей: Вчора, сьогодні, завтра (до 90-річчя заснування ХІМ) // Шестнадесет Сумцови четения: Сборник с материали от научната конференция, посветена на 90-годишнината от основаването на Харковския исторически музей: 16 април, 2010. Х., 2010. с. 9-20.
- ((uk)) Павлова О. Музей на Слобидска Украйна на името на Х.С. Сковороди (януари 1920-1929 г.) // Переяславско Сковородинско ателие. - 2011. - бр 1. - стр. 304 – 309.
- ((uk)) Прин, М. О. Раїса Сергіївна Данківська – музейниця, етнограф, директор Музею Слобідської України імені Г. С. Сковороди // Другий Всеукраїнський музейний форум. Матеріали науково-практичної конференції. – Переяслав-Хмельницький. 2019. с. 186–189.
- ((uk)) В чест на академик Микола Федорович Сумцов: М. Е. Сумцов в спомени и изследвания
- ((uk)) Дудко, Дмитро Михайлович Музей Слобідської України ім. Г.С.Сковороди. Архив на оригинала от 2022-04-01 в Wayback Machine.
- ((uk)) Конференція, присвячена 80-річчю Музею Слобідської України ім. Г. С. Сковороди. Материали от 6-ата научна конференция Сумцови четения, 2000 г. Архив на оригинала от 2022-02-26 в Wayback Machine.
- ((uk)) Рибальченко, Любов Леонідівна. О некоторых аспектах деятельности Музея Слободской Украины им. Г. С. Сковороды в 20-е-начале 30-х годов.   Перші Сумцовські читання: тези наукової конференції, присвяченої 75-річчю Музею Слобідської України ім. Г. С. Сковороди, 17-18 квітня 1995 р.